# Råsted Sogn (Randers Kommune)
 For alternative betydninger, se Råsted Sogn. (Se også artikler, som begynder med Råsted Sogn)
Råsted Sogn er et sogn i Randers Søndre Provsti (Århus Stift).
I 1800-tallet var Råsted Sogn anneks til Kousted Sogn. Kousted hørte til Nørhald Herred, Råsted til Støvring Herred, begge i Randers Amt. Råsted Sogn tilhørte Kousted-Råsted Kommune fra 1842 til 1970. Kommunen blev ved kommunalreformen i 1970 delt, så Kousted kom til Purhus Kommune, og Råsted kom til Randers Kommune. Ved strukturreformen i 2007 indgik Purhus Kommune i Randers Kommune, så de to sogne blev genforenet der.
I Råsted Sogn ligger Råsted Kirke.
I sognet findes følgende autoriserede stednavne:
- Bjerregrav (bebyggelse)
- Gammel Råsted (bebyggelse)
- Kondrup (bebyggelse, ejerlav)
- Råsted (bebyggelse, ejerlav)
- Svejstrup (bebyggelse, ejerlav)